# آقایان (مجموعه تلویزیونی)
آقایان (انگلیسی: The Gentlemen) یک مجموعهٔ تلویزیونی کمدی اکشن ساخته‌شده به‌دست گای ریچی برای نتفلیکس است. این مجموعه اسپین‌آفی از فیلم ریچی به همین نام در سال ۲۰۱۹ است. این مجموعه با بازی تئو جیمز در ۷ مارس ۲۰۲۴ منتشر شد و شامل هشت قسمت است.

## داستان
سریال آقایان یا جنتلمن ماجرای زندگی ادی هورنیمن را به‌تصویر می‌کشد. ادی فرزند یک اشراف‌زاده انگلیسی است و بعد از فوت پدرش تمام ثروت او را به ارث می‌برد. این ثروت هنگفت یک میراث بی‌مانند را به‌همراه مزرعه‌ای برای ادی به ارمغان می‌آورد. در این مزرعه فعالیت غیرقانونی وجود دارد که ادی را به ماجراجویی می‌کشد. او سعی دارد خودش و خانواده‌اش را از این جنایت دور کند اما در نهایت فقط به سمت این مسیر کشیده می‌شود و در آن گرفتار می‌آید.

## تولید
مراحل تولید در لندن و کاخ بدمینتون از نوامبر ۲۰۲۲ تا ژوئن ۲۰۲۳ انجام شد.

## بازخوردها
در وبگاه گردآورنده نقد راتن تومیتوز، این مجموعه بر اساس ۶۰ نقد، رتبه تأییدی ۷۰٪ را دریافت کرد. این مجموعه در متاکریتیک بر اساس نظر ۲۵ منتقد، امتیاز ۶۷ از ۱۰۰ را به خود اختصاص داد که نشان دهنده «بررسی‌های عموماً مطلوب» است.